# Dracula A.D. 1972
Dracula AD 1972 (bra: Drácula no Mundo da Minissaia) é um filme britânico de 1972, do gênero terror, dirigido por Alan Gibson para a Hammer Films.

## Sinopse
Hyde Park, Londres, 1872. Uma luta sem tréguas acontece entre Lawrence Van Helsing e seu arqui-inimigo, o Conde Drácula (Christopher Lee). Van Helsing consegue destruir seu inimigo, que vira pó, mas em razão dos ferimentos sofridos acaba morrendo. Alguém pega o anel de Drácula e recolhe um pouco de suas cinzas em uma ampola. Exatamente 100 anos depois alguns jovens, comandados por Johnny Alucard (Christopher Neame), fazem uma missa negra, sendo que uma das participantes era Jessica Van Helsing (Stephanie Beacham), descendente do caçador de vampiros. Como ela, quase todos estavam ali de brincadeira, mas quando a cerimônia toma um rumo inesperado a maioria foge e não vê que Johnny ressuscitou Drácula, que imediatamente suga todo o sangue de Laura Bellows (Caroline Munro), a única do grupo além de Johnny que não partira. Johnny, com prazer, vê o mestre se saciar com sangue de Laura. Drácula agora quer se vingar dos descendentes de Van Helsing, sendo que o único que pode enfrentá-lo é o professor Van Helsing (Peter Cushing), o avô de Laura, que é um estudioso do assunto. 

## Elenco
- Christopher Lee - Conde Dracula
- Peter Cushing - Lorrimer Van Helsing/Lawrence Van Helsing
- Stephanie Beacham - Jessica Van Helsing
- Christopher Neame - Johnny Alucard
- Michael Coles - Inspetor Murray
- Marsha Hunt - Gaynor Keating
- Caroline Munro - Laura Bellows
- Janet Key - Anna Bryant
- William Ellis - Joe Mitcham
- Philip Miller - Bob
- Michael Kitchen - Greg
- David Andrews - Detetive Sergeant
- Lally Bowers - Matron Party Hostess
- Constance Luttrell - Mrs. Donnelly
- Michael Daly - Charles
- Artro Morris - Policial Surgeon
- Jo Richardson - Crying Matron
- Penny Brahms - Garota hippie
- Flanagan - Dançarina
- Brian John Smith - Garoto hippie
- Stoneground - Banda musical